# 8-я отдельная бригада специального назначения
8-я отдельная бригада специального назначения — военное формирование ВС СССР и Вооружённых сил Украины (укр. 8-й окремий полк спеціального призначення).

## История бригады в советский период

### Формирование части
История бригады началась 24 октября 1950 года, когда директивой Министерства обороны СССР командующим армий и военных округов, было предписано сформировать при механизированных и общевойсковых армиях, а также при некоторых военных округах отдельные роты специального назначения. Согласно этой директиве под руководством Главного разведывательного управления Генерального Штаба (ГРУ ГШ) к 1 мая 1951 года были сформированы 46 отдельных рот специального назначения, каждая численностью в 120 солдат.

Общая численность созданного спецназа составляла 5520 человек. В городе Изяслав Хмельницкой области Украинской ССР была сформирована 36-я отдельная рота специального назначения подчинённая непосредственно командованию Прикарпатского военного округа.

В 1957 году руководство Вооруженных сил СССР приняло решение переформировать 5 рот специального назначения в батальоны, которые были созданы до конца года. 36-я рота была переформирована в 36-й отдельный батальон специального назначения. 

По результатам военных учений, оказалось что для более эффективных действий разведывательно-диверсионных формирований необходимо увеличение их количества. Директивой Генштаба от 27 марта 1962 года были разработаны проекты штатов бригад специального назначения на мирное и военное время. С 1962 года началось создание 10 кадрированных бригад, формирование завершились к концу 1963. Личный состав бригад набирался в основном из воздушно-десантных войск и сухопутных войск. 

Формирование 8-й отдельной бригады специального назначения (или войсковая часть 65554), создаваемого на базе 36-го отдельного батальона специального назначения Прикарпатского военного округа, размещенного в Изяславе Хмельницкой области, закончилось 15 декабря 1962 года. Основанием для формирования бригады стала директива Генштаба ВС СССР № 140547 от 19 июля 1962 года

### Становление и развитие бригады
Организационно-штатная структура 8-й бригады в 1963 году была следующей:
- Управление бригады (около 30 человек),
- 1 отряд специального назначения, развёрнутый по полному штату (164 человека),
- 3 отряда специального назначения кадрированного состава
- 2 отдельных отряда кадрированного состава
- отряд специальной радиосвязи по сокращенному штату (около 60 человек),
- рота специального минирования,
- группа специального вооружения (ПТРК, «Град-П», ПЗРК).
- рота хозяйственного обеспечения

В мирное время численность кадрированной бригады не превышала 200—300 человек. По штату военного времени полностью развернутой отдельной бригаде специального назначения полагалось иметь в своем составе более 2500 человек.

В период с 22 января по 6 сентября 1968 года личный состав бригады принимал участие в операции «Дунай».

Разведчики бригады участвовали в следующих крупных военных учениях:
- «Весна-75»
- «Авангард-76»
- «Запад-81»
- «Дозор-86»
- «Осень-88»[5][6].

### 186-й отдельный отряд специального назначения
К началу 1984 года военное руководство СССР принимает решение о ликвидации каналов поставки вооружений и боеприпасов группировкам афганских моджахедов. Следовало взять под контроль караванные дороги и тропы соединяющие Афганистан и Пакистан. Разведывательные подразделения 40-й Армии не справлялись с функциями по уничтожению караванов снабжающих моджахедов. Поскольку этому не соответствовала численность разведывательных подразделений и удалённость многих караванных троп от гарнизонов к которым они приписывались. Также разведывательные подразделения 40-й Армии должны были производить разведку для своих полков и бригад.
Появился план создания так называемой приграничной зоны «Завеса», по линии Джелалабад — Газни — Кандагар. С помощью этой приграничной зоны командование 40-й армии планировало перекрыть около 200 караванных маршрутов, по которым мятежники возили из Пакистана оружие и боеприпасы.
Выходом из создавшейся ситуации военное руководство СССР посчитало отправку в феврале двух имевшихся на территории Афганистана отрядов специального назначения (154-й и 177-й отряды) на приграничные к Пакистану участки. 154-й отряд был передислоцирован в Джелалабад, а 177-й отряд в Газни.
По итогам годовой деятельности этих отрядов выяснилась необходимость во вводе дополнительных спецподразделений.
22-й бригаде в феврале предстояло войти в Афганистан встать штабом в г.Лашкаргах провинции Гильменд. Передислокация закончилась к марту 1985 года.
В связи с тем что 22-я бригада как и остальные соединения специального назначения на территории СССР были кадрированными (неполного состава), в его состав вошли отряды сформированные в разных бригадах.
Директивой Генштаба СССР № 314/2/00111 от 6 января 1985 года был отдан приказ о формировании на базе 8-й бригады 186-го отдельного отряда специального назначения, который в последующем должен был войти в состав 22-й бригады.
Для создания отряда, кроме личного состава 8-й бригады, были также привлечены военнослужащие из следующих 3 бригад специального назначения: 2-й (дислокация в г. Псков, РСФСР), 10-й (г. Старый Крым УССР) и 4-й бригады (г. Вильянди ЭССР).
Формирование отряда произошло феврале-марте 1985 года. Отряд был передислоцирован в н.п. Азадбаш под г. Чирчик Ташкентской области Узбекской ССР.
29 марта 1985 года 186-й отряд (войсковая часть 54783) вошёл в состав 22-й бригады.
7 апреля 186-й отряд совместно с 334-м отрядом пересекли границу и вошли в Афганистан. К 11 апреля 186-й отряд добрался в г.Шахджой в провинции Забуль на востоке Афганистана. Отряд получил условное название 7-й отдельный мотострелковый батальон. 15 мая 1985 года отряд приступил к выполнению боевых задач.
Только за 1985 год им было совершено 200 боевых выходов и 45 вылетов на вертолётах по досмотру караванов.
В общем, за три года пребывания в Афганистане 186-й отряд произвёл рейдов, уничтожил около 1000 боевиков, захватил 79 автомобилей, 17 безоткатных орудий, 5 минометов, 10 гранатометов, 6 переносных зенитных ракетных комплексов и большое количество другого вооружения
31 октября 1987 года 4-я группа 2-й разведывательной роты (условное обозначение «Каспий-724») 186-го отряда, под командованием заместителя командира роты старшего лейтенанта Олега Онищука (по причине отсутствия командира группы), численностью в 17 человек (вместе с Онищуком) принимает тяжёлый бой. в результате которого было убито 11 разведчиков, включая командира.
В мае 1988 года 186-й отряд был выведен из Афганистана в место постоянной дислокации обратно в г. Изяслав в состав 8-й бригады.
В начале декабря 1990 года из состава выводимых из Германии частей и соединений ГСВГ в состав 8-й бригады была передислоцирована 794-я отдельная рота специального назначения.

## Формирование в Вооружённых силах Украины
В связи с Распадом СССР и обретением Украиной независимости в конце 1991 года, 8-я отдельная бригада специального назначения была переподчинена Министерству обороны Украины. Личный состав бригады в начале 1992 года принял присягу на верность украинскому народу. В сентябре 2003 года 8-я отдельная бригада специального назначения была переформирована в 8-й отдельный полк специального назначения (в/ч А0553).

## Командиры формирования
Список командиров 8-й бригады:
- Средний, Павел Спиридонович — 1962—1969[3]
- Белядко, Геннадий Петрович[3]
- Ковалев Александр Николаевич — до 1990
- Поляков Леонид Леонтьевич — до 1992
- Давидюк Павел Алексеевич — 1992—1994
- Предчук Анатолий Петрович — 1994—1999
- Шелих Олександр Григорович — 1999—2002